# Alle donne ci penso io
Alle donne ci penso io (Come Blow Your Horn) è un film del 1963 diretto da Bud Yorkin.

## Trama
Il giovane Buddy Baker, stanco di vivere con i genitori, va in città dal fratello maggiore Alan che fa una allegra vita da scapolo. Alan insegna al giovane inesperto i suoi trucchi e lo presenta a una vicina di casa.
Dopo essere stato picchiato da un marito geloso, Alan mette la testa a posto e chiede alla sua paziente fidanzata Connie di sposarlo. Dopo aver risolto una crisi dei suoi genitori, cede l'appartamento da scapolo al fratello.

## Critica
«Gradevole adattamento» **